# ФК «Зенит» (Санкт-Петербург) в сезоне 2011/2012
В сезоне 2011/2012 петербургский «Зенит» продолжил развивать успех как на внутренней, так и на европейской арене. Для подопечных Спаллетти сезон начался с победы в Суперкубке России над ЦСКА со счётом 1:0, автором победного гола стал Алексей Ионов, несмотря на то, что бо́льшая часть игры проходила с преимуществом армейцев. В первой части переходного сезона чемпионата России, который разыгрывался в два этапа, главным соперником «Зенита» стал всё тот же ЦСКА, которому петербуржцы изначально уступали. Личная встреча с московским коллективом, состоявшаяся 10 апреля, закончилась со счётом 1:1, однако через несколько дней из-за нарушения регламента чемпионата «Зениту» было засчитано техническое поражение со счётом 0:3. По итогам первого круга чемпионата «Зенит» отставал от лидера на семь очков. В летнее трансферное окно команду пополнил итальянский защитник Доменико Кришито, который быстро стал одним из лидером команды. После месячной летней паузы «сине-бело-голубые» набрали хорошую форму, и ситуация начала меняться в их пользу: уже в августе команда сумела догнать ЦСКА, а в сентябре и вовсе стать единоличными лидерами чемпионата. Перед длительной зимней паузой «Зенит» оторвался от москвичей на шесть очков. В феврале 2012 года «Зенит» до конца сезона взял в аренду свою бывшую звезду Андрея Аршавина, который получал мало игровой практики в лондонском «Арсенале». С возобновлением чемпионата «Зенит» выдал девятиматчевую беспроигрышную серию и за три тура до конца чемпионата, обыграв со счётом 1:2 московское «Динамо», во второй раз подряд стал чемпионом России. Уже после завоевания титула «Зенит» потерпел поражения 2:3 от принципиального соперника — «Спартака», который в итоге сумел обойти ЦСКА и занять второе место.
В Лиге чемпионов команда впервые в истории вышла в плей-офф. На групповом этапе её соперниками стали кипрский АПОЭЛ, португальский «Порту» и украинский «Шахтёр». "Зенит" по разу обыграл на своём поле португальский и украинский клубы, и благодаря уверенной игре вратаря Вячеслава Малафеева добился важных ничьих в Португалии и на Кипре, который позволили занять второе место в группе (первое сенсационно занял АПОЭЛ). Соперником «Зенита» в 1/8 финала стала португальская «Бенфика». На «Петровском» «Зенит» одержал победу со счётом 3:2, однако на выезде уступил 0:2 и завершил выступление в турнире.

## Состав команды
- Список игроков, основного состава футбольного клуба «Зенит» в сезоне 2011/2012

| 16            | Вячеслав Малафеев  | Флаг России     | 4 марта 1979     | Воспитанник клуба |
| 22            | Дмитрий Бородин    | Флаг России     | 8 октября 1977   | Анжи              |
| 30            | Юрий Жевнов        | Флаг Беларуси   | 17 апреля 1981   | Москва            |
| Защитники     |                    |                 |                  |                   |
| 2             | Александр Анюков   | Флаг России     | 28 сентября 1982 | Крылья Советов    |
| 3             | Бруну Алвеш        | Флаг Португалии | 27 ноября 1981   | Порту             |
| 4             | Доменико Кришито   | Флаг Италии     | 30 декабря 1986  | Дженоа            |
| 6             | Николас Ломбертс   | Флаг Бельгии    | 20 марта 1985    | Гент              |
| 14            | Томаш Губочан      | Флаг Словакии   | 17 сентября 1985 | Жилина            |
| 24            | Александар Лукович | Флаг Сербии     | 23 октября 1982  | Удинезе           |
| 63            | Денис Терентьев    | Флаг России     | 13 августа 1992  | Воспитанник клуба |
| Полузащитники |                    |                 |                  |                   |
| 10            | Данни              | Флаг Португалии | 7 августа 1983   | Динамо            |
| 15            | Роман Широков      | Флаг России     | 6 июля 1981      | Химки             |
| 17            | Алессандро Розина  | Флаг Италии     | 31 января 1984   | Торино            |
| 18            | Константин Зырянов | Флаг России     | 5 октября 1977   | Торпедо           |
| 20            | Виктор Файзулин    | Флаг России     | 22 апреля 1986   | Спартак-Нальчик   |
| 23            | Сабольч Хусти      | Флаг Венгрии    | 18 апреля 1983   | Ганновер 96       |
| 25            | Сергей Семак       | Флаг России     | 27 февраля 1976  | Рубин             |
| 27            | Игорь Денисов      | Флаг России     | 17 мая 1984      | Воспитанник клуба |
| 34            | Владимир Быстров   | Флаг России     | 31 января 1984   | Спартак           |
| Нападающие    |                    |                 |                  |                   |
| 8             | Данко Лазович      | Флаг Сербии     | 17 мая 1983      | ПСВ               |
| 9             | Александр Бухаров  | Флаг России     | 12 марта 1985    | Рубин             |
| 11            | Александр Кержаков | Флаг России     | 27 ноября 1982   | Динамо            |
| 29            | Андрей Аршавин     | Флаг России     | 29 мая 1981      | Арсенал           |
| 99            | Максим Канунников  | Флаг России     | 14 июля 1991     | Воспитанник клуба |

## Трансферы

### Пришли в клуб
| #  | Поз. | Игрок               | ДР         | Прежний клуб | Трансф. сумма    | Дата прихода    | Ист. |
| -- | ---- | ------------------- | ---------- | ------------ | ---------------- | --------------- | ---- |
| 21 | Защ  | Николас Пеньяилильо | 13.06.1991 | Эвертон      | Аренда           | 9 марта 2011    |      |
| 4  | Защ  | Доменико Кришито    | 30.12.1986 | Дженоа       | 15 000 000       | 27 июня 2011    |      |
|    | Защ  | Микаэль Лумб        | 09.01.1988 | Ольборг      | Окончание аренды | 30 июня 2011    |      |
| 17 | ПЗ   | Алессандро Розина   | 31.01.1984 | Чезена       | Окончание аренды | 30 июня 2011    |      |
| 99 | Нап  | Максим Канунников   | 14.07.1991 | Томь         | Окончание аренды | 1 декабря 2011  |      |
| 29 | Нап  | Андрей Аршавин      | 29.05.1981 | Арсенал      | Аренда           | 24 февраля 2012 |      |

### Ушли из клуба
| #  | Поз. | Игрок               | ДР         | Новый клуб | Трансф. сумма    | Дата ухода      | Ист. |
| -- | ---- | ------------------- | ---------- | ---------- | ---------------- | --------------- | ---- |
| 99 | Нап  | Максим Канунников   | 14.07.1991 | Томь       | Аренда           | 14 января 2011  |      |
| 4  | Защ  | Ивица Крижанац      | 13.04.1979 | Сплит      |                  | 25 января 2011  |      |
| 17 | ПЗ   | Алессандро Розина   | 31.01.1984 | Чезена     | Аренда           | 29 января 2011  |      |
| 21 | Защ  | Николас Пеньяилильо | 13.06.1991 | Эвертон    | Окончание аренды | 30 июня 2011    |      |
| 5  | Защ  | Фернанду Мейра      | 05.06.1978 | Сарагоса   | Свободный агент  | 16 августа 2011 |      |
| 19 | Нап  | Сергей Корниленко   | 14.06.1983 | Томь       | 700 000          | 25 августа 2011 |      |
| 57 | ПЗ   | Алексей Ионов       | 18.02.1989 | Кубань     | 200 000          | 10 января 2012  |      |
|    | Защ  | Микаэль Лумб        | 09.01.1988 | Фрайбург   | Аренда           | 16 января 2012  |      |

## Статистика сезона

### Игры и голы
| №.                                      | Нац.            | Позиция | Игрок              | Всего | Всего | Премьер-лига | Премьер-лига | Еврокубки | Еврокубки | Кубок России | Кубок России | Суперкубок России | Суперкубок России |
| №.                                      | Нац.            | Позиция | Игрок              | Игры  | Голы  | Игры         | Голы         | Игры      | Голы      | Игры         | Голы         | Игры              | Голы              |
| --------------------------------------- | --------------- | ------- | ------------------ | ----- | ----- | ------------ | ------------ | --------- | --------- | ------------ | ------------ | ----------------- | ----------------- |
| 2                                       | Флаг России     | Защ     | Александр Анюков   | 53    | 1     | 37+0         | 1            | 11+0      | 0         | 4+0          | 0            | 1+0               | 0                 |
| 3                                       | Флаг Португалии | Защ     | Бруну Алвеш        | 51    | 0     | 32+4         | 0            | 8+1       | 0         | 5+0          | 0            | 1+0               | 0                 |
| 4                                       | Флаг Италии     | Защ     | Доменико Кришито   | 32    | 1     | 22+2         | 1            | 7+0       | 0         | 1+0          | 0            | 0+0               | 0                 |
| 6                                       | Флаг Бельгии    | Защ     | Николас Ломбертс   | 51    | 3     | 38+2         | 1            | 9+0       | 2         | 2+0          | 0            | 0+0               | 0                 |
| 8                                       | Флаг Сербии     | Нап     | Данко Лазович      | 47    | 14    | 20+11        | 12           | 5+5       | 1         | 5+0          | 1            | 1+0               | 0                 |
| 9                                       | Флаг России     | Нап     | Александр Бухаров  | 41    | 8     | 13+18        | 6            | 3+3       | 0         | 3+1          | 2            | 0+0               | 0                 |
| 10                                      | Флаг Португалии | ПЗ      | Данни              | 41    | 12    | 24+3         | 9            | 10+0      | 1         | 2+1          | 2            | 1+0               | 0                 |
| 11                                      | Флаг России     | Нап     | Александр Кержаков | 42    | 24    | 31+1         | 23           | 6+1       | 1         | 1+2          | 0            | 0+0               | 0                 |
| 14                                      | Флаг Словакии   | Защ     | Томаш Губочан      | 43    | 0     | 29+1         | 0            | 9+0       | 0         | 4+0          | 0            | 0+0               | 0                 |
| 15                                      | Флаг России     | ПЗ      | Роман Широков      | 43    | 16    | 25+1         | 9            | 12+0      | 7         | 3+1          | 0            | 1+0               | 0                 |
| 16                                      | Флаг России     | Вр      | Вячеслав Малафеев  | 54    | -51   | 41+0         | -35          | 10+0      | -13       | 1+1          | -3           | 1+0               | -0                |
| 17                                      | Флаг Италии     | ПЗ      | Алессандро Розина  | 11    | 0     | 1+9          | 0            | 0+1       | 0         | 0+0          | 0            | 0+0               | 0                 |
| 18                                      | Флаг России     | ПЗ      | Константин Зырянов | 58    | 3     | 31+10        | 2            | 9+2       | 1         | 5+0          | 0            | 1+0               | 0                 |
| 20                                      | Флаг России     | ПЗ      | Виктор Файзулин    | 46    | 6     | 24+10        | 4            | 6+4       | 1         | 2+0          | 1            | 0+0               | 0                 |
| 22                                      | Флаг России     | Вр      | Дмитрий Бородин    | 1     | -0    | 0+1          | -0           | 0+0       | -0        | 0+0          | -0           | 0+0               | -0                |
| 23                                      | Флаг Венгрии    | ПЗ      | Сабольч Хусти      | 35    | 5     | 7+19         | 4            | 0+4       | 0         | 2+2          | 1            | 0+1               | 0                 |
| 24                                      | Флаг Сербии     | Защ     | Александар Лукович | 26    | 1     | 17+2         | 1            | 3+0       | 0         | 3+0          | 0            | 1+0               | 0                 |
| 25                                      | Флаг России     | ПЗ      | Сергей Семак       | 30    | 7     | 17+3         | 5            | 3+4       | 2         | 1+1          | 0            | 1+0               | 0                 |
| 27                                      | Флаг России     | ПЗ      | Игорь Денисов      | 57    | 1     | 40+0         | 1            | 12+0      | 0         | 4+0          | 0            | 1+0               | 0                 |
| 29                                      | Флаг России     | Нап     | Андрей Аршавин     | 11    | 3     | 8+2          | 3            | 0+0       | 0         | 0+1          | 0            | 0+0               | 0                 |
| 30                                      | Флаг Беларуси   | Вр      | Юрий Жевнов        | 11    | -9    | 3+2          | -3           | 2+0       | -2        | 4+0          | -4           | 0+0               | -0                |
| 34                                      | Флаг России     | ПЗ      | Владимир Быстров   | 19    | 1     | 8+4          | 1            | 1+4       | 0         | 1+1          | 0            | 0+0               | 0                 |
| 63                                      | Флаг России     | Защ     | Денис Терентьев    | 1     | 0     | 0+1          | 0            | 0+0       | 0         | 0+0          | 0            | 0+0               | 0                 |
| 99                                      | Флаг России     | Нап     | Максим Канунников  | 11    | 0     | 2+8          | 0            | 1+0       | 0         | 0+0          | 0            | 0+0               | 0                 |
| Игрок покинул команду или ушёл в аренду |                 |         |                    |       |       |              |              |           |           |              |              |                   |                   |
| 5                                       | Флаг Португалии | Защ     | Фернанду Мейра     | 8     | 0     | 0+1          | 0            | 3+1       | 0         | 2+0          | 0            | 1+0               | 0                 |
| 50                                      | Флаг России     | Защ     | Игорь Чеминава     | 4     | 0     | 2+1          | 0            | 0+0       | 0         | 0+1          | 0            | 0+0               | 0                 |
| 57                                      | Флаг России     | ПЗ      | Алексей Ионов      | 27    | 4     | 12+8         | 3            | 3+1       | 0         | 0+2          | 0            | 0+1               | 1                 |
| 98                                      | Флаг России     | ПЗ      | Сергей Петров      | 2     | 0     | 0+2          | 0            | 0+0       | 0         | 0+0          | 0            | 0+0               | 0                 |

## Суперкубок России
| 6 марта 2011 | Зенит                              | 1:0     | ЦСКА                        | Краснодар                                                |
| 13:00 | Денисов 7' · Данни 55' · Ионов 73′ | (отчёт) | Игнашевич 18' · Дзагоев 31' | Стадион: Кубань Зрителей: 22 500 Судья: Алексей Николаев |
| Зенит: Малафеев, Анюков, Мейра, Лукович, Алвеш, Семак (Хусти, 83'), Денисов, Зырянов, Данни, Широков, Лазович (Ионов, 55') ЦСКА: Акинфеев, В.Березуцкий, Игнашевич, Набабкин, Щенников, Алдонин, Мамаев, Дзагоев (Нецид, 80'), Хонда, Вагнер Лав, Думбия |                                    |         |                             |                                                          |

## Чемпионат России

### Результаты по турам
| Тур   | 01 | 02 | 03 | 04 | 05 | 06 | 07 | 08 | 09 | 10 | 11 | 12 | 13 | 14 | 15 | 16 | 17 | 18 | 19 | 20 | 21 | 22 | 23 | 24 | 25 | 26 | 27 | 28 | 29 | 30 | 31 | 32 | 33 | 34 | 35 | 36 | 37 | 38 | 39 | 40 | 41 | 42 | 43 | 44 |
| ----- | -- | -- | -- | -- | -- | -- | -- | -- | -- | -- | -- | -- | -- | -- | -- | -- | -- | -- | -- | -- | -- | -- | -- | -- | -- | -- | -- | -- | -- | -- | -- | -- | -- | -- | -- | -- | -- | -- | -- | -- | -- | -- | -- | -- |
| Поле  | В  | Д  | В  | Д  | В  | Д  | В  | Д  | Д  | В  | Д  | В  | Д  | В  | Д  | Д  | В  | Д  | В  | Д  | В  | Д  | В  | В  | Д  | В  | Д  | В  | Д  | В  | Д  | Д  | В  | Д  | В  |    |    |    |    |    |    |    |    |    |
| Итог  | В  | В  | Н  | П  | В  | В  | Н  | Н  | Н  | П  | В  | Н  | В  | В  | В  | Н  | В  | В  | В  | Н  | В  | В  | П  | В  | В  | Н  | Н  | В  | В  | Н  | Н  | В  | Н  | Н  | В  |    |    |    |    |    |    |    |    |    |
| Место | 6  | 3  | 2  | 5  | 2  | 2  | 2  | 3  | 4  | 5  | 2  | 4  | 2  | 2  | 2  | 2  | 2  | 2  | 2  | 2  | 2  | 2  | 2  | 1  | 1  | 1  | 1  | 1  | 1  | 1  | 1  | 1  | 1  | 1  | 1  | 1  | 1  | 1  | 1  | 1  | 1  | 1  | 1  | 1  |

Последнее обновление: 7 августа 2017 года.
Источник: Соревнования

Поле: Д = дома; В = на выезде. Итог: Н = ничья; П = команда проиграла; В = команда выиграла; О = матч отложен.

### Первый этап

#### Турнирная таблица
| М | Команда          | И  | В  | Н  | П | Мячи    | ±   | О  | Примечания                                                       |
| - | ---------------- | -- | -- | -- | - | ------- | --- | -- | ---------------------------------------------------------------- |
| 1 | Зенит            | 30 | 17 | 10 | 3 | 59 − 25 | +34 | 61 | Команды, продолжающие борьбу за чемпионство и места в еврокубках |
| 2 | ЦСКА             | 30 | 16 | 11 | 3 | 58 − 29 | +29 | 59 | Команды, продолжающие борьбу за чемпионство и места в еврокубках |
| 3 | Динамо           | 30 | 16 | 7  | 7 | 51 − 31 | +20 | 55 | Команды, продолжающие борьбу за чемпионство и места в еврокубках |
| 4 | Спартак (Москва) | 30 | 15 | 8  | 7 | 48 − 33 | +15 | 53 | Команды, продолжающие борьбу за чемпионство и места в еврокубках |

И — игры, В — выигрыши, Н — ничьи, П — проигрыши, Мячи — забитые и пропущенные голы, ± — разница голов, О — очки

#### Матчи
| 13 марта 2011 1 тур | Терек    | 0:1     | Зенит                                      | Грозный                                                            |
| 18:30 | Тиуи 90' | (отчёт) | Лазович 14′, 76' · Хусти 82' · Зырянов 84' | Стадион: Им. С.Билимханова Зрителей: 9 700 Судья: Алексей Николаев |
| Терек: Годзюр, Омельянчук, Уциев, Ятченко, Польчак, Гвазава (Мгуни, 75'), Эссаме, Благо, Маурисио (Кацаев, 88'), Асильдаров (Тиуи, 61'), Садаев Зенит: Малафеев, Анюков, Чеминава, Лукович, Алвеш, Зырянов, Данни, Широков, Ионов, Хусти (Петров, 89'), Лазович (Файзулин, 80') |          |         |                                            |                                                                    |

| 21 марта 2011 2 тур | Зенит                                | 2:0     | Анжи | Санкт-Петербург                                            |
| 19:30 | Широков 6′ · Ионов 37' · Лазович 45′ | (отчёт) |      | Стадион: Петровский Зрителей: 18 000 Судья: Алексей Еськов |
| Зенит: Малафеев, Анюков, Ломбертс, Лукович, Алвеш, Зырянов, Широков, Ионов, Файзулин (Данни, 46'), Кержаков (Бухаров, 77'), Лазович (Хусти, 75') Анжи: Ревишвили, Ангбва, Гаджибеков, Тагирбеков, Карлос, Гаджиев (Тарделли, 46'), Агаларов, Ахмедов (Иванов, 86'), Жусилей, Лахиялов, Голенда (Иванов, 66') |                                      |         |      |                                                            |

| 3 апреля 2011 3 тур | Спартак-Нальчик                                     | 2:2     | Зенит                                                                                    | Нальчик                                                |
| 14:00 | Йованович 41', 67' · Захирович 60′ · Концедалов 88′ | (отчёт) | Кержаков 7′, 34' · Лукович 26' · Лазович 56', 80′ · Алвеш 62' · Данни 74' · Ломбертс 78' | Стадион: Спартак Зрителей: 5 800 Судья: Максим Лаюшкин |
| Спартак-Нальчик: Отто, Йованович, Багаев, Джудович, Леандро, Овсиенко, Концедалов, Пилипчук (Куликов, 90'), Берхамов (Луканченко, 70'), Захирович (Гриднев, 79'), Портнягин Зенит: Малафеев, Анюков, Ломбертс, Лукович, Алвеш, Денисов, Зырянов (Ионов, 71'), Данни, Широков, Кержаков (Бухаров, 80'), Лазович (Хусти, 89') |                                                     |         |                                                                                          |                                                        |

| 10 апреля 2011 4 тур | Зенит | 0:3*    | ЦСКА | Санкт-Петербург     |
| 18:30                |       | (отчёт) |      | Стадион: Петровский |

| 17 апреля 2011 5 тур | Амкар                                                      | 1:3     | Зенит                                             | Пермь                                                    |
| 12:15 | Сираков 4' · Новакович 19' · Черенчиков 36' · Михалёв 90+' | (отчёт) | Ионов 20′ · Данни 24′ · Лукович 38' · Бухаров 80′ | Стадион: Звезда Зрителей: 12 700 Судья: Алексей Николаев |
| Амкар: Хомутовский, Попов, Сираков, Черенчиков, Белоруков, Коломейцев, Пеев, Новакович, Мийич (Гришин, 59'), Волков (Михалёв, 76'), Джалович (Ристич, 65') Зенит: Малафеев, Анюков, Ломбертс, Лукович, Алвеш, Денисов, Зырянов, Данни (Лазович, 49'), Ионов, Хусти (Губочан, 59), Кержаков (Бухаров, 72') |                                                            |         |                                                   |                                                          |

| 24 апреля 2011 6 тур | Зенит                                                       | 3:0     | Крылья Советов | Санкт-Петербург                                            |
| 16:45 | Кержаков 11′ · Губочан 25' · Зырянов 52' · Лазович 81′, 86′ | (отчёт) | Приемов 37'    | Стадион: Петровский Зрителей: 19 650 Судья: Сергей Карасёв |
| Зенит: Малафеев, Анюков, Ломбертс, Губочан, Алвеш, Денисов, Зырянов, Ионов (Петров, 74'), Файзулин (Лазович, 55'), Кержаков, Бухаров (Хусти, 66') Крылья Советов: Мболи, Джорджевич, Молош, Пономаренко, Кузнецов, Приемов, Самсонов (Бобёр, 87'), Соснин (Абдулфаттах, 72'), Кириллов (Савин, 46'), Цаллагов, Печник |                                                             |         |                |                                                            |

| 1 мая 2011 7 тур | Краснодар                                 | 0:0     | Зенит                                 | Краснодар                                              |
| 16:30 | Гогниев 12' · Тубич 34' · Мартынович 45+' | (отчёт) | Анюков 70' · Данни 89' · Лазович 90+' | Стадион: Кубань Зрителей: 15 000 Судья: Алексей Еськов |
| Краснодар: Городов, Анджелкович, Мартынович, Тубич, Враньеш, Кульчий (Воробьёв, 67'), Дринчич, Татарчук, Ерохин (Шипицин, 56'), Жоаозиньо (Михеев, 71'), Гогниев Зенит: Малафеев, Анюков, Ломбертс, Губочан, Алвеш, Денисов, Зырянов (Файзулин, 87'), Данни, Ионов, Хусти (Лазович, 51'), Кержаков (Бухаров, 69') |                                           |         |                                       |                                                        |

| 8 мая 2011 8 тур | Зенит                                  | 1:1     | Локомотив                                                                           | Санкт-Петербург                                          |
| 20:45 | Ломбертс 21' · Лазович 51', 65′ (пен.) | (отчёт) | Гильерме 35' · Янбаев 43' · Дюрица 47' · Майкон 51', 68′ · Иванов 51' · Ибричич 57' | Стадион: Петровский Зрителей: 21 400 Судья: Игорь Егоров |
| Зенит: Малафеев (Жевнов, 56'), Анюков, Ломбертс, Губочан, Алвеш, Денисов, Зырянов, Данни, Ионов (Хусти, 85'), Кержаков, Лазович (Бухаров, 79') Локомотив: Гильерме, Янбаев, Шишкин, Дюрица, Бурлак, Торбинский, Иванов, Игнатьев, Оздоев (Илич, 90'), Ибричич (Глушаков, 57'), Майкон (Сычёв, 76') |                                        |         |                                                                                     |                                                          |

| 15 мая 2011 9 тур | Зенит                                              | 2:2     | Рубин                        | Санкт-Петербург                                           |
| 16:00 | Данни 9′ · Анюков 11' · Бухаров 51' · Кержаков 71′ | (отчёт) | Карадениз 19′ · Медведев 31′ | Стадион: Петровский Зрителей: 19 500 Судья: Юрий Баскаков |
| Зенит: Малафеев, Анюков, Ломбертс, Губочан, Алвеш, Денисов, Зырянов, Данни, Ионов (Файзулин, 42'), Хусти (Кержаков, 42'), Бухаров Рубин: Арла, Шаронов, Кузьмин, Ансальди, Навас, Боккетти, Быстров (Кисляк, 75'), Рязанцев, Карадениз (Немов, 72'), Натхо, Медведев (Дядюн, 89') |                                                    |         |                              |                                                           |

| 21 мая 2011 10 тур | Томь                                   | 2:1     | Зенит                                | Томск                                               |
| 11:45 | Стариков 37′ · Голышев 52′ · Алвеш 75' | (отчёт) | Лазович 25' · Ионов 41′ · Анюков 69' | Стадион: Труд Зрителей: 11 000 Судья: Альмир Каюмов |
| Томь: Песьяков, Йокич, Хатаженков, Гультяев, Скобляков, Голышев (Ковальчук, 67'), Баляйкин (Баженов, 75'), Ким, Тигорев, Стариков (Строев, 77'), Канунников Зенит: Малафеев, Анюков, Ломбертс, Губочан, Алвеш, Денисов, Данни, Ионов, Файзулин (Зырянов, 46'), Бухаров, Лазович |                                        |         |                                      |                                                     |

| 29 мая 2011 11 тур | Зенит                                                                                | 3:0     | Спартак                 | Санкт-Петербург                                          |
| 16:00 | Кержаков 11', 67′, 85′ · Губочан 26' · Лазович 37′ (пен.) · Файзулин 81' · Алвеш 84' | (отчёт) | Кудряшов 36' · Сухи 41' | Стадион: Петровский Зрителей: 21 400 Судья: Игорь Егоров |
| Зенит: Малафеев, Ломбертс, Губочан, Лукович, Алвеш, Денисов, Зырянов (Семак, 77'), Данни, Файзулин, Кержаков (Бухаров, 88'), Лазович (Ионов, 62') Спартак: Заболотный, Кудряшов, Шешуков, Сухи, Пареха (Родригес, 54'), Д.Комбаров, Ибсон, Макеев (К.Комбаров, 56'), Макгиди, Дзюба, Ари (Махмудов, 16') |                                                                                      |         |                         |                                                          |

| 10 июня 2011 12 тур | Динамо                                                                                | 1:1     | Зенит                                                                                       | Химки                                                     |
| 20:00 | Семшов 15' · Кокорин 40' · Уилкшир 56' · Воронин 68' · Сапета 76' · Самедов 81', 90+′ | (отчёт) | Лукович 14' · Губочан 59' · Ломбертс 70' · Файзулин 73', 90+' · Лазович 82′ · Малафеев 90+' | Стадион: Арена Химки Зрителей: 13 734 Судья: Игорь Егоров |
| Динамо: Шунин, Фернандес, Гранат, Уилкшир, Ломич, Семшов (Мисимович, 71'), Самедов, Сапета (Епуряну, 86'), Кокорин (Смолов, 76'), Воронин, Кураньи Зенит: Малафеев, Анюков, Ломбертс, Губочан, Лукович, Семак (Ионов, 66'), Денисов, Зырянов, Файзулин, Бухаров (Хусти, 74'), Лазович (Мейра, 90') |                                                                                       |         |                                                                                             |                                                           |

| 14 июня 2011 13 тур | Зенит                                             | 4:0     | Ростов                              | Санкт-Петербург                                           |
| 18:45 | Ионов 1′ · Лазович 40′ · Хусти 72′ · Бухаров 90+′ | (отчёт) | Хохлов 29' · Адамов 65' · Хагуш 79' | Стадион: Петровский Зрителей: 15 081 Судья: Альмир Каюмов |
| Зенит: Малафеев, Анюков, Ломбертс, Лукович, Алвеш, Семак, Денисов, Зырянов (Бухаров, 83'), Ионов (Данни, 67'), Кержаков, Лазович (Хусти, 59') Ростов: Коченков, Прошин, Хохлов, Хагуш, Салата, Гацкан, Чеснаускис, Блатняк (Кириченко, 71'), Янков (Ребко, 63'), Адамов, Григорьев |                                                   |         |                                     |                                                           |

| 18 июня 2011 14 тур | Волга                                   | 0:2     | Зенит                           | Нижний Новгород                                           |
| 18:45 | Бендзь 13' · Гогуа 72' · Гетигежев 90+' | (отчёт) | Кержаков 9′, 19′ · Чеминава 82' | Стадион: Локомотив Зрителей: 17 800 Судья: Алексей Еськов |
| Волга: Абаев, Бендзь, Салуквадзе, Григалава, Аджинджал (Кросас, 58'), Гогуа, Шуленин, Гетигежев, Турсунов, Хазов (Вацадзе, 63'), Марцваладзе (Ахметович, 74') Зенит: Малафеев, Ломбертс, Чеминава, Лукович, Алвеш, Семак, Денисов, Зырянов (Файзулин, 69'), Данни (Ионов, 60'), Кержаков (Хусти, 80'), Лазович |                                         |         |                                 |                                                           |

| 22 июня 2011 15 тур | Зенит                     | 1:0     | Кубань     | Санкт-Петербург                                           |
| 21:00 | Лукович 25' · Зырянов 35′ | (отчёт) | Козлов 20' | Стадион: Петровский Зрителей: 20 200 Судья: Михаил Вилков |
| Зенит: Малафеев, Анюков, Ломбертс, Лукович, Алвеш, Семак, Денисов, Зырянов (Файзулин, 82'), Данни, Кержаков (Бухаров, 88'), Лазович (Ионов, 71') Кубань: Будаков, Рогочий, Зелао, Козлов, Максимов, Тлисов, Кулик, Жавнерчик, Не Марко (Бугаев, 36'), Давыдов (Траоре, 73'), Букур (Падерин, 88') |                           |         |            |                                                           |

| 26 июня 2011 16 тур | Зенит       | 0:0     | Терек                                     | Санкт-Петербург                                                |
| 18:45 | Бухаров 86' | (отчёт) | Гвазава 22' · Феррейра 86' · Джанаев 90+' | Стадион: Петровский Зрителей: 18 500 Судья: Владимир Казьменко |
| Зенит: Малафеев, Анюков, Ломбертс, Губочан, Алвеш, Семак (Ионов, 83'), Денисов, Зырянов (Файзулин, 65'), Данни, Кержаков (Бухаров, 57') Терек: Джанаев, Омельянчук, Ятченко (Хаймович, 26'), Феррейра, Зенге, Павленко (Кацаев, 82'), Гвазава, Благо, Маурисио, Бракамонте (Садаев, 88'), Асильдаров |             |         |                                           |                                                                |

| 24 июля 2011 17 тур | Анжи                           | 0:1     | Зенит        | Махачкала                                              |
| 21:00 | Тагирбеков 18' · Ревишвили 81' | (отчёт) | Кержаков 80′ | Стадион: Динамо Зрителей: 15 000 Судья: Максим Лаюшкин |
| Анжи: Ревишвили, Ангбва, Гаджибеков, Тагирбеков, Жоао Карлос, Карлос, Агаларов, Ахмедов, Буссуфа (Элиакву, 81'), Прудников (Гаджиев, 63'), Голенда Зенит: Малафеев, Анюков, Ломбертс, Губочан, Алвеш, Денисов, Зырянов, Данни (Бухаров, 90'), Файзулин (Хусти, 76'), Кержаков, Лазович (Ионов, 58') |                                |         |              |                                                        |

| 31 июля 2011 18 тур | Зенит        | 1:0     | Спартак-Нальчик | Санкт-Петербург                                           |
| 16:30 | Файзулин 23′ | (отчёт) | Джудович 7'     | Стадион: Петровский Зрителей: 20 700 Судья: Юрий Баскаков |
| Зенит: Малафеев (Бородин, 46'), Анюков, Губочан, Лукович (Ломбертс, 46'), Алвеш, Денисов, Данни (Зырянов, 75'), Файзулин, Хусти, Кержаков, Лазович Спартак-Нальчик: Отто, Багаев, Лебедев, Джудович, Куликов, Леандро, Концедалов, Щаницин (Пилипчук, 46'), Захирович, Гошоков (Гриднев, 46'), Сирадзе (Милич, 64') |              |         |                 |                                                           |

| 6 августа 2011 19 тур | ЦСКА                                                      | 0:2     | Зенит                                                  | Химки                                                         |
| 18:45 | Игнашевич 64' · Думбия 71' · Вагнер Лав 79' · Рахимич 88' | (отчёт) | Зырянов 16' · Кержаков 54′ · Анюков 56′ · Файзулин 79' | Стадион: Арена Химки Зрителей: 18 000 Судья: Алексей Николаев |
| ЦСКА: Акинфеев, А.Березуцкий, В.Березуцкий, Игнашевич, Одиа, Рахимич, Мамаев, Дзагоев (Тошич, 59'), Хонда, Вагнер Лав, Думбия Зенит: Малафеев, Анюков, Ломбертс, Губочан, Алвеш, Кришито, Денисов, Зырянов (Широков, 76'), Данни, Файзулин, Кержаков (Бухаров, 89') |                                                           |         |                                                        |                                                               |

| 14 августа 2011 20 тур | Зенит                                                                         | 1:1     | Амкар                                                                                   | Санкт-Петербург                                               |
| 17:45 | Кержаков 16', 52′ · Лазович 45+1' · Широков 61' · Бухаров 90+' · Кришито 90+' | (отчёт) | Коломейцев 23′ · Волков 34' · Попов 45' · Мияйлович 70' · Нарубин 90' · Черенчиков 90+' | Стадион: Петровский Зрителей: 21 000 Судья: Вячеслав Харламов |
| Зенит: Малафеев, Анюков, Ломбертс, Алвеш, Кришито, Денисов, Широков (Хусти, 75'), Файзулин (Зырянов, 82'), Розина (Бухаров, 40'), Кержаков, Лазович Амкар: Нарубин, Попов, Сираков, Черенчиков, Мияйлович (Новакович, 74'), Гришин, Секретов (Топчу, 56'), Коломейцев, Пеев, Волков (Джалович, 59'), Михалёв |                                                                               |         |                                                                                         |                                                               |

| 20 августа 2011 21 тур | Крылья Советов        | 2:5     | Зенит                                                             | Самара                                                      |
| 18:45 | Яковлев 31′, 51′, 77' | (отчёт) | Данни 22′ · Широков 29′, 78′ (пен.) · Ломбертс 32′ · Файзулин 34′ | Стадион: Металлург Зрителей: 19 100 Судья: Александр Егоров |
| Крылья Советов: Веремко, Таранов, Джорджевич, Концедалов (Пономаренко, 38'), Бобёр (Григорян, 56'), Короман (Соснин, 55'), Воробьёв, Петров, Цаллагов, Яковлев, Печник Зенит: Малафеев, Анюков, Ломбертс, Губочан, Кришито (Чеминава, 85'), Зырянов, Данни (Лазович, 74'), Широков, Ионов (Хусти, 59'), Файзулин, Кержаков |                       |         |                                                                   |                                                             |

| 28 августа 2011 22 тур | Зенит                                                                  | 5:0     | Краснодар                                                  | Санкт-Петербург                                            |
| 16:45 | Кришито 14' · Кержаков 24′, 30′, 79′ (пен.) · Широков 85′ · Данни 90+′ | (отчёт) | Анджелкович 35' · Кульчий 52' · Михеев 67' · Жоаозиньо 78' | Стадион: Петровский Зрителей: 21 200 Судья: Вячеслав Попов |
| Зенит: Малафеев, Анюков, Ломбертс, Алвеш, Кришито, Денисов, Зырянов (Хусти, 87'), Данни, Широков, Кержаков (Бухаров, 81'), Лазович (Файзулин, 46') Краснодар: Городов, Амисулашвили, Анджелкович (Марцваладзе, 75'), Тубич, Враньеш, Кульчий, Дринчич, Самсонов (Михеев, 46'), Татарчук, Марсио (Жоаозиньо, 46'), Мовсисян |                                                                        |         |                                                            |                                                            |

| 10 сентября 2011 23 тур | Локомотив                                                                                 | 4:2     | Зенит                                                                | Москва                                                      |
| 16:30 | Кайседо 16', 62′ · Янбаев 18' · Шишкин 33' · Обинна 46′ · Тарасов 53' · Да Кошта 79′, 88′ | (отчёт) | Лазович 8′ · Губочан 14' · Файзулин 20' · Бухаров 31′ · Ломбертс 55' | Стадион: Локомотив Зрителей: 19 180 Судья: Алексей Николаев |
| Локомотив: Фильцов, Янбаев, Шишкин, Дюрица, Да Кошта, Лоськов (Сычёв, 73'), Тарасов, Глушаков, Обинна (Оздоев, 83'), Кайседо (Сапатер, 73'), Майкон Зенит: Малафеев, Ломбертс, Губочан (Розина, 80'), Алвеш, Кришито, Денисов, Данни, Ионов, Файзулин (Зырянов, 85'), Бухаров, Лазович (Хусти, 61') |                                                                                           |         |                                                                      |                                                             |

| 17 сентября 2011 24 тур | Рубин                                                | 2:3     | Зенит                                                                                        | Казань                                                      |
| | Натхо 7′ (пен.) · Кисляк 23′ · Навас 69' · Нобоа 82' | (отчёт) | Данни 7', 50′, 68′ · Широков 12', 28′ · Малафеев 24' · Алвеш 33' · Зырянов 44' · Жевнов 90+' | Стадион: Центральный Зрителей: 21 450 Судья: Сергей Карасёв |
| Рубин: Рыжиков, Шаронов, Навас, Боккетти, Рязанцев (Касаев, 69'), Нобоа, Карадениз (Медведев, 77'), Натхо, Кисляк, Ерёменко, Дядюн (Быстров, 80') Зенит: Малафеев (Жевнов, 46'), Анюков, Лукович, Алвеш, Кришито, Денисов, Зырянов (Хусти, 78'), Данни, Широков, Кержаков, Лазович (Бухаров, 46') |                                                      |         |                                                                                              |                                                             |

| 24 сентября 2011 25 тур | Зенит                                                                                   | 4:0     | Томь                       | Санкт-Петербург                                            |
| 19:00 | Файзулин 4′ · Широков 23′ · Лукович 34' · Кержаков 43′, 54′ · Анюков 55' · Бухаров 90+' | (отчёт) | Скобляков 41' · Строев 45' | Стадион: Петровский Зрителей: 19 000 Судья: Алексей Еськов |
| Зенит: Жевнов, Анюков, Лукович, Алвеш, Кришито (Ломбертс, 74'), Денисов, Данни, Широков (Хусти, 62'), Файзулин, Кержаков (Лахович, 62'), Бухаров Томь: Песьяков, Строев, Нахушев (Баженов, 46'), Смирнов, Сосников, Бояринцев, Харитов, Голышев, Баляйкин (Гультяев, 63'), Ропотан (Скобляков, 29'), Савин |                                                                                         |         |                            |                                                            |

| 2 октября 2011 26 тур | Спартак                                                 | 2:2     | Зенит                                                      | Москва                                                      |
| 16:15 | Анюков 22′ (авт.) · Пареха 32', 43' · Веллитон 68', 80′ | (отчёт) | Данни 39′ · Кержаков 43', 47′ · Губочан 68' · Ломбертс 71' | Стадион: Лужники Зрителей: 37 075 Судья: Владимир Казьменко |
| Спартак: Дикань, Сухи, Пареха, К.Комбаров, Д.Комбаров, Деми (Веллитон, 56'), Макеев, Кариока, Макгиди, Дзюба (Брызгалов, 46')(Шешуков, 72'), Эменике Зенит: Малафеев, Анюков, Ломбертс, Губочан, Кришито, Денисов, Зырянов (Розина, 86'), Данни, Широков, Файзулин (Ионов, 61'), Кержаков (Лазович, 70') |                                                         |         |                                                            |                                                             |

| 15 октября 2011 27 тур | Зенит                   | 0:0     | Динамо                              | Санкт-Петербург                                           |
| 18:30 | Алвеш 52' · Лукович 71' | (отчёт) | Юсупов 40' · Ломич 49' · Гранат 79' | Стадион: Петровский Зрителей: 21 000 Судья: Михаил Вилков |
| Зенит: Малафеев, Анюков (Лукович, 64'), Ломбертс, Алвеш, Кришито, Денисов, Данни, Широков, Файзулин, Бухаров (Розина, 83'), Лазович (Зырянов, 58') Динамо: Шунин, Фернандес, Гранат, Уилкшир, Ломич, Семшов, Самедов, Юсупов (Сапета, 66'), Кокорин (Мисимович, 84'), Воронин, Кураньи |                         |         |                                     |                                                           |

| 23 октября 2011 28 тур | Ростов                                                                              | 1:3     | Зенит                                                                                         | Ростов-на-Дону                                             |
| 15:00 | Смольников 15' · Аумада 19' · Бракамонте 49′ · Кочиш 62' · Калачёв 72' · Адамов 85' | (отчёт) | Данни 9′, 87' · Лазович 15′ (пен.) · Бухаров 32′, 65' · Лукович 61' · Широков 69' · Алвеш 80' | Стадион: Олимп-2 Зрителей: 15 000 Судья: Тимур Арсланбеков |
| Ростов: Плетикоса (Коченков, 24'), Филатов, Окоронкво, Смольников, Салата, Калачёв (Байрамян, 76'), Кочиш, Емельянов (Бракамонте, 20'), Аумада, Адамов, Григорьев Зенит: Малафеев, Ломбертс, Губочан, Лукович (Кришито, 62'), Алвеш, Семак (Зырянов, 90'), Денисов, Данни, Широков, Файзулин, Лазович (Бухаров, 84') |                                                                                     |         |                                                                                               |                                                            |

| 28 октября 2011 29 тур | Зенит                                          | 3:0     | Волга                                              | Санкт-Петербург                                              |
| | Файзулин 2′ · Бухаров 37′ · Лазович 69′ (пен.) | (отчёт) | Арзиани 39' · Шуленин 51' · Абаев 69' · Секели 89' | Стадион: Петровский Зрителей: 19 350 Судья: Алексей Николаев |
| Зенит: Малафеев, Анюков, Ломбертс (Лукович, 84'), Алвеш, Кришито, Семак, Денисов, Зырянов, Файзулин (Розина, 71'), Бухаров (Быстров, 73'), Лазович Волга: Абаев, Ещенко, Григалава, Буйволов, Аджинджал (Хазов, 70'), Арзиани (Плешан, 65'), Шуленин, Гетигежев, Бибилов, Турсунов (Джавадов, 46'), Секели |                                                |         |                                                    |                                                              |

| 6 ноября 2011 30 тур | Кубань                                      | 1:1     | Зенит                                               | Краснодар                                            |
| 16:15 | Лоло 2' · Букур 8' · Траоре 46', 66′ (пен.) | (отчёт) | Денисов 28′ · Лукович 30' · Алвеш 49' · Губочан 65' | Стадион: Кубань Зрителей: 28 650 Судья: Игорь Егоров |
| Кубань: Беленов, Фидлер, Зелао, Козлов, Армаш, Лоло, Кулик, Варга, Букур (Не Марко, 89'), Траоре (Давыдов, 89'), Маркос (Жавнерчик, 84') Зенит: Малафеев, Анюков, Губочан, Лукович, Алвеш, Семак (Лазович, 77'), Денисов, Зырянов, Широков, Файзулин, Бухаров (Розина, 87') |                                             |         |                                                     |                                                      |

### Второй этап

#### Турнирная таблица
| М | Команда | И  | В  | Н  | П  | Мячи    | ±   | О  | Примечания                    |
| - | ------- | -- | -- | -- | -- | ------- | --- | -- | ----------------------------- |
| 1 | Зенит   | 44 | 24 | 16 | 4  | 85 − 40 | +45 | 88 | Групповой этап Лиги чемпионов |
| 2 | Спартак | 44 | 21 | 12 | 11 | 68 − 48 | +20 | 75 | Раунд плей-офф Лиги чемпионов |
| 3 | ЦСКА    | 44 | 19 | 16 | 9  | 72 − 47 | +25 | 73 | Раунд плей-офф Лиги Европы    |
| 4 | Динамо  | 44 | 20 | 12 | 12 | 66 − 50 | +16 | 72 | 3-й кв. раунд Лиги Европы     |

И — игры, В — выигрыши, Н — ничьи, П — проигрыши, Мячи — забитые и пропущенные голы, ± — разница голов, О — очки

#### Матчи
| 18 ноября 2011 31 тур | Зенит                                    | 0:0     | Анжи                                                                                         | Санкт-Петербург                                            |
| 19:30 | Бухаров 28' · Широков 31' · Файзулин 86' | (отчёт) | Гаджибеков 49' · Жусилей 60' · Жирков 60' · Лахиялов 62' · Жоао Калос 71' · Буссуфа 80', 81' | Стадион: Петровский Зрителей: 19 100 Судья: Алексей Еськов |
| Зенит: Малафеев, Анюков, Ломбертс, Губочан, Кришито, Быстров (Лазович, 58'), Денисов, Зырянов (Розина, 80'), Широков, Файзулин, Бухаров (Данни, 70') Анжи: Помазан, Ангбва, Гаджибеков, Тагирбеков, Жоао Карлос, Жирков, Иванов (Джуджак, 53'), Жусилей, Буссуфа, Лахиялов (Агаларов, 77'), Это'о (Прудников, 90') |                                          |         |                                                                                              |                                                            |

| 27 ноября 2011 32 тур | Зенит                                                                                       | 2:1     | Локомотив                                                                                | Санкт-Петербург                                           |
| 16:30 | Файзулин 22' · Данни 26′ · Кришито 28' · Семак 31′ · Лазович 62' · Широков 77' · Анюков 84' | (отчёт) | Майкон 24' · Глушаков 39′, 75' · Янбаев 60' · Шишкин 78' · Гильерме 90+' · Да Кошта 90+' | Стадион: Петровский Зрителей: 16 100 Судья: Михаил Вилков |
| Зенит: Малафеев, Анюков, Ломбертс, Губочан, Кришито, Семак, Денисов, Данни (Быстров, 90'), Широков (Зырянов, 83'), Файзулин, Лазович (Бухаров, 71') Локомотив: Гильерме, Янбаев, Шишкин, Дюрица, Да Кошта, Торбинский (Игнатьев, 72'), Глушаков, Оздоев (Кайседо, 59'), Сапатер, Сычёв, Майкон (Ибричич, 72') |                                                                                             |         |                                                                                          |                                                           |

| 3 марта 2012 33 тур | ЦСКА | 2:2     | Зенит                                        | Москва                                                  |
| 16:00 | А.Березуцкий 6' · Дзагоев 17′, 61' · Тошич 41' · Муса 69′ · Вернблум 87' · Мамаев 90+' · В.Березуцкий 90+' | (отчёт) | Кержаков 1′, 56′ · Ломбертс 51' · Анюков 69' | Стадион: Лужники Зрителей: 22 065 Судья: Максим Лаюшкин |
| ЦСКА: Ревякин, А.Березуцкий, В.Березуцкий, Игнашевич, Щенников, Дзагоев, Хонда (Нецид, 83'), Тошич (Мамаев, 70'), Вернблум, Муса (Ким, 90'), Думбия Зенит: Малафеев, Анюков, Ломбертс, Губочан, Кришито, Семак, Денисов, Широков, Файзулинн (Зырянов, 74'), Аршавин (Лазович, 55'), Кержаков (Канунников, 90') | |         |                                              |                                                         |

| 11 марта 2012 34 тур | Зенит                                      | 1:1     | Кубань           | Санкт-Петербург                                            |
| 19:30 | Алвеш 38' · Денисов 52' · Лазович 52', 74′ | (отчёт) | Ионов 39′ (пен.) | Стадион: Петровский Зрителей: 19 100 Судья: Сергей Карасёв |
| Зенит: Малафеев, Ломбертс, Губочан, Алвеш, Кришито, Денисов, Зырянов (Лазович, 46'), Широков (Канунников, 81'), Файзулин, Аршавин (Розина, 67'), Кержаков Кубань: Беленов, Зелао, Армаш, Лоло, Кулик, Жарневчик, Соснин, Ионов (Бугаев, 77'), Цораев, Траоре, Маркос (Букур, 87') |                                            |         |                  |                                                            |

| 16 марта 2012 35 тур | Динамо                                       | 1:5     | Зенит                                                        | Химки                                                       |
| 19:00 | Кураньи 25', 72′ · Фернандес 60' · Ломич 90' | (отчёт) | Кришито 14′ · Кержаков 15′, 75′ · Семак 24′ · Хусти 72', 79′ | Стадион: Арена Химки Зрителей: 10 684 Судья: Алексей Еськов |
| Динамо: Березовский, Фернандес (Мисимович, 73'), Гранат, Епуряну, Ломич, Семшов, Юсупов (Нобоа, 46'), Джуджак, Кокорин (Самедов, 46'), Воронин, Кураньи Зенит: Малафеев, Ломбертс, Губочан, Алвеш, Кришито, Семак, Денисов, Широков, Файзулин (Хусти, 60'), Аршавин (Канунников, 71'), Кержаков (Бухаров, 83') |                                              |         |                                                              |                                                             |

| 25 марта 2012 36 тур | Зенит     | 1:1     | Рубин       | Санкт-Петербург                                             |
| 16:15 | Хусти 36′ | (отчёт) | Вальдес 58′ | Стадион: Петровский Зрителей: 18 80 Судья: Алексей Николаев |
| Зенит: Малафеев, Анюков, Ломбертс (Алвеш, 66'), Губочан, Кришито, Семак, Быстров, Денисов, Широков (Зырянов, 87'), Хусти (Канунников, 75'), Кержаков Рубин: Рыжиков, Кузьмин, Навас, Боккетти, Немов, Рязанцев, Касаев (Давыдов, 60'), Карадениз, Натхо, Ерёменко, Дядюн (Вальдес, 46')(Валье, 68') |           |         |             |                                                             |

| 31 марта 2012 37 тур | Спартак                                                | 1:2     | Зенит                           | Москва                                                  |
| 18:00 | Дзюба 38', 85′ · Деми 42' · Пареха 62' · Брызгалов 69' | (отчёт) | Семак 10′ · Кержаков 63′ (пен.) | Стадион: Лужники Зрителей: 33 494 Судья: Максим Лаюшкин |
| Спартак: Дикань (Ребров, 66'), Брызгалов, Сухи, Пареха, Комбаров, Деми (Ананидзе, 84'), Макеев, Кариока, Дзюба, Ари (Макгиди, 46'), Эменике Зенит: Малафеев, Анюков, Ломбертс, Губочан, Кришито, Семак, Быстров (Хусти, 89'), Денисов, Зырянов (Алвеш, 79'), Широков, Кержаков (Канунников, 90') |                                                        |         |                                 |                                                         |

| 7 апреля 2012 38 тур | Локомотив      | 0:1     | Зенит                      | Москва                                                    |
| 16:15 | Павлюченко 34' | (отчёт) | Широков 75′ · Малафеев 89' | Стадион: РЖД Арена Зрителей: 15 814 Судья: Максим Лаюшкин |
| Локомотив: Гильерме, Янбаев (Игнатьев, 88'), Шишкин, Бурлак, Беляев, Глушаков (Сычёв, 88'), Оздоев, Сапатер, Павлюченко (Торбинский, 69'), Обинна, Кайседо Зенит: Малафеев, Анюков, Ломбертс, Губочан, Кришито, Быстров (Канунников, 86'), Денисов, Зырянов, Широков, Хусти (Аршавин, 46'), Кержаков (Алвеш, 90') |                |         |                            |                                                           |

| 14 апреля 2012 39 тур | Зенит                     | 2:0     | ЦСКА                                       | Санкт-Петербург                                           |
| 19:00 | Быстров 64′ · Аршавин 89′ | (отчёт) | А.Березуцкий 20' · Муса 75' · Вернблум 82' | Стадион: Петровский Зрителей: 21 500 Судья: Михаил Вилков |
| Зенит: Малафеев, Анюков, Ломбертс, Губочан, Кришито, Семак (Алвеш, 85'), Быстров (Хусти, 67'), Денисов, Зырянов (Аршавин, 54'), Широков, Кержаков ЦСКА: Акинфеев, А.Березуцкий, Шемберас, Набабкин, Щенников, Алдонин (Мамаев, 68'), Тошич (Цауня, 46'), Вернблум, Нецид, Секу (Муса, 68'), Думбия |                           |         |                                            |                                                           |

| 21 апреля 2012 40 тур | Кубань                            | 2:2     | Зенит                                             | Краснодар                                                  |
| 18:45 | Цораев 15' · Траоре 42', 61′, 73′ | (отчёт) | Широков 42', 80′ · Аршавин 79′, 84' · Бухаров 83' | Стадион: Кубань Зрителей: 29 743 Судья: Владимир Казьменко |
| Кубань: Беленов, Рогочий, Бугаев, Козлов, Армаш, Тлисов, Кулик (Фидлер, 90'), Цораев (Комков, 70'), Букур (Маркос, 87'), Траоре, Пиззелли Зенит: Малафеев, Анюков, Губочан, Алвеш, Кришито, Семак (Розина, 76'), Быстров (Бухаров, 68'), Денисов, Широков, Аршавин, Кержаков (Зырянов, 87') |                                   |         |                                                   |                                                            |

## Кубок России 2010/11
| 1 марта 2011 1/8 финала | Анжи                                    | 2:3     | Зенит                               | Грозный                                                         |
| 18:00 | Иванов 12' · Агаларов 22′ · Голенда 90′ | (отчёт) | Хусти 12′ · Данни 68′ · Лазович 83′ | Стадион: им. С.Билимханова Зрителей: 9 000 Судья: Альмир Каюмов |
| Анжи: Ревишвили, Гаджибеков, Тагирбеков, Жоао Карлос (Лахиялов, 13'), Карлос, Агаларов, Иванов, Бакаев, Ахмедов, Голенда, Славов (Иванов, 64') Зенит: Жевнов, Анюков, Мейра, Лукович, Алвеш, Быстров (Ионов, 39'), Денисов, Зырянов (Семак, 70'), Широков, Хусти (Данни, 57'), Лазович |                                         |         |                                     |                                                                 |

| 20 апреля 2011 1/4 финала | Зенит                                                               | 0:2     | ЦСКА                                                          | Санкт-Петербург                                           |
| 20:00 | Лукович 35' · Денисов 41' · Губочан 55' · Анюков 60' · Ломбертс 88' | (отчёт) | Щенников 24' · Думбия 40′ · Игнашевич 57′ (пен.) · Мамаев 75' | Стадион: Петровский Зрителей: 19 000 Судья: Альмир Каюмов |
| Зенит: Малафеев, Анюков, Ломбертс, Губочан, Лукович (Ионов, 46'), Алвеш, Денисов, Зырянов, Данни, Кержаков, Лазович (Бухаров, 70') ЦСКА: Акинфеев, В.Березуцкий, А.Березуцкий, Игнашевич, Щенников, Рахимич, Дзагоев, Марк (Хонда, 77'), Вагнер Лав (Мамаев, 73'), Секу, Думбия (Нецид, 90') |                                                                     |         |                                                               |                                                           |

## Кубок России 2011/12
| 17 июля 2011 1/16 финала | Химки                                      | 2:3     | Зенит                                               | Химки                                                     |
| 18:00 | Наваловский 39′ · Воронкин 58', 80′ (пен.) | (отчёт) | Данни 7′ · Файзулин 16′ · Бухаров 68′ · Губочан 75' | Стадион: Арена Химки Зрителей: 5 500 Судья: Альмир Каюмов |
| Химки: Сулейманов, Тюнин, Шпедт, Шумейко, Логашов, Мицейка, Воронкин, Наваловский, Говоров (Мамонов, 74'), Воскобойников (Маслов, 78'), Романенко Зенит: Жевнов (Малафеев, 66'), Ломбертс, Губочан, Мейра, Алвеш, Зырянов, Данни, Широков, Файзулин, Бухаров (Кержаков, 74'), Лазович (Хусти, 62') |                                            |         |                                                     |                                                           |

| 21 сентября 2011 1/8 финала | Зенит                                          | 2:0     | Динамо Бр      | Санкт-Петербург                                            |
| 20:00 | Бухаров 8′ · Мухутдинов 44′ (авт.) · Алвеш 61' | (отчёт) | Калимуллин 73' | Стадион: Петровский Зрителей: 17 000 Судья: Виталий Мешков |
| Зенит: Жевнов, Анюков (Чеминава, 75'), Губочан, Лукович, Алвеш, Денисов, Зырянов, Файзулин, Хусти (Быстров, 71'), Бухаров (Широков, 63'), Лазович Динамо Бр: Барановский, Калашников, Темников, Байрыев, де Оливейра, Сорокин, Фомичёв (Петраков, 69'), Мухутдинов (Бетеков, 46'), Голубов, Игнатович (Ромащенко, 46'), Калимуллин |                                                |         |                |                                                            |

| 21 марта 2012 1/4 финала | Зенит                                  | 0:1     | Динамо М                         | Санкт-Петербург                                              |
| 20:30 | Широков 35' · Кришито 56' · Анюков 72' | (отчёт) | Рыков 68' · Мисимович 73′ (пен.) | Стадион: Петровский Зрителей: 19 600 Судья: Александр Егоров |
| Зенит: Жевнов, Анюков, Губочан, Алвеш (Хусти, 84'), Кришито, Семак, Денисов, Зырянов (Кержаков, 74'), Широков, Бухаров, Лазович (Аршавин, 46') Динамо М: Шунин, Фернандес, Гранат, Уилкшир, Рыков, Самедов, Нобоа, Юсупов (Сапета, 90'), Мисимович, Джуджак (Кокорин, 85'), Кураньи |                                        |         |                                  |                                                              |

## Лига чемпионов УЕФА

### Групповая стадия
| М | Команда | И | В | Н | П | Мячи  | ±  | О |
| - | ------- | - | - | - | - | ----- | -- | - |
| 1 | АПОЭЛ   | 6 | 2 | 3 | 1 | 6 − 6 | 0  | 9 |
| 2 | Зенит   | 6 | 2 | 3 | 1 | 7 − 5 | +2 | 9 |
| 3 | Порту   | 6 | 2 | 2 | 2 | 7 − 7 | 0  | 8 |
| 4 | Шахтёр  | 6 | 1 | 2 | 3 | 6 − 8 | −2 | 5 |

И — игры, В — выигрыши, Н — ничьи, П — проигрыши, Мячи — забитые и пропущенные голы, ± — разница голов, О — очки

| 13 сентября 2011 | АПОЭЛ                                                                       | 2:1     | Зенит                                    | Никосия                                                  |
| 22:45 | Оливейра 40' · Мораиш 71' · Жорже 71' · Мандука 73′ · Аилтон 75′ · Яхич 79' | (отчёт) | Алвеш 29', 76' · Данни 35' · Зырянов 63′ | Стадион: ГСП Зрителей: 21 269 Судья: Итурральде Гонсалес |
| АПОЭЛ: Хиотис, Пурсайтидес (Соломоу, 74'), Оливейра, Жорже, Боавентура, Мораиш, Пинту, Тричковски, Марсинью (Яхич, 64'), Мандука (Александру, 89'), Аилтон Зенит: Малафеев, Анюков, Губочан (Бухаров, 89'), Алвеш, Ломбертс, Кришито, Широков (Файзулин, 75'), Денисов, Зырянов (Лазович, 80'), Данни, Кержаков |                                                                             |         |                                          |                                                          |

| 28 сентября 2011 | Зенит                                      | 3:1     | Порту                                                               | Санкт-Петербург                                         |
| 20:00 | Широков 20′, 63′ · Губочан 61' · Данни 72′ | (отчёт) | Хамес Родригес 10′ · Фусиле 25', 45+2' · Отаменди 62' · Бельюши 69' | Стадион: Петровский Зрителей: 21 450 Судья: Говард Уэбб |
| Зенит: Малафеев, Анюков, Ломбертс, Губочан, Кришито, Денисов, Широков, Зырянов (Хусти, 86'), Файзулин, Данни, Кержаков (Бухаров, 90') Порту: Элтон, Фусиле, Роланду, Отаменди, Перейра, Фернандо, Бельюши (Дефур, 72'), Моутинью, Халк, Клебе (Варела, 33'), Хамес (Соуза, 46') |                                            |         |                                                                     |                                                         |

| 19 октября 2011 | Шахтёр                                                  | 2:2     | Зенит                                                    | Донецк                                                          |
| 22:45 | Виллиан 15′ · Луиз Адриано 45+1′ · Чижов 58' · Срна 62' | (отчёт) | Алвеш 3' · Широков 10', 33′ · Файзулин 60′ · Кришито 62' | Стадион: Донбасс Арена Зрителей: 50 578 Судья: Франк Де Блекере |
| Шахтёр: Рыбка, Срна, Чижов (Кучер, 72'), Чигринский, Рац, Гюбшман, Фернандиньо, Коста (Тейшейра, 75'), Жадсон (Мхитарян, 67'), Виллиан, Адриано Зенит: Малафеев, Губочан, Алвеш, Ломбертс, Кришито, Денисов, Широков, Зырянов (Семак, 90+1'), Файзулин, Бухаров, Данни (Лазович, 74') |                                                         |         |                                                          |                                                                 |

| 1 ноября 2011 | Зенит                                        | 1:0     | Шахтёр                                    | Санкт-Петербург                                           |
| 20:00 | Ломбертс 45+1′ · Денисов 74' · Лазович 90+1' | (отчёт) | Срна 23' · Виллиан 52' · Луиз Адриано 65' | Стадион: Петровский Зрителей: 21 405 Судья: Стефан Ланнуа |
| Зенит: Малафеев, Анюков, Губочан, Ломбертс, Кришито, Денисов, Зырянов, Широков, Файзулин, Данни (Лазович, 85'), Бухаров (Семак, 81') Шахтёр: Рыбка, Срна, Кучер, Ракицкий, Шевчук, Мхитарян, Гюбмшан, Тейшейра (Коста, 68'), Эдуардо, Виллиан, Адриано (Селезнёв, 77') |                                              |         |                                           |                                                           |

| 23 ноября 2011 | Зенит                                      | 0:0     | АПОЭЛ                                   | Санкт-Петербург                                         |
| 20:00 | Кришито 45' · Ломбертс 85' · Губочан 90+3' | (отчёт) | Александру 42' · Илия 53' · Жорже 90+2' | Стадион: Петровский Зрителей: 21 500 Судья: Феликс Брых |
| Зенит: Малафеев, Анюков, Губочан, Ломбертс, Кришито, Денисов, Зырянов (Быстров, 55'), Широков (Лазович, 87'), Файзулин, Данни, Бухаров АПОЭЛ: Пардо, Соломоу, Оливейра, Жорже, Александру (Илия, 46'), Хараламбидес, Мораиш, Пинту, Мандука, Аилтон (Яхич, 67'), Тричковски (Адорно, 89') |                                            |         |                                         |                                                         |

| 6 декабря 2011 | Порту                               | 0:0     | Зенит                                    | Порту                                                           |
| 22:45 | Элтон 38' · Отаменди 48' · Халк 71' | (отчёт) | Анюков 28' · Файзулин 40' · Малафеев 76' | Стадион: Драган Зрителей: 46 512 Судья: Карлос Веласко Карбальо |
| Порту: Элтон, Майкон, Роланду, Отаменди (Бельюши, 82'), Перейра, Фернандо, Моутинью, Джалма (Варела, 68'), Дефур (Клебер, 46'), Хамес, Халк Зенит: Малафеев, Анюков, Губочан, Ломбертс, Кришито, Денисов, Широков (Зырянов, 46'), Файзулин (Быстров, 58'), Семак, Данни, Лазович (Алвеш, 82') |                                     |         |                                          |                                                                 |

### 1/8 финала
| 14 февраля 2012 | Зенит                                                 | 3:2     | Бенфика                                                          | Санкт-Петербург                                            |
| 20:00 | Алвеш 17' · Широков 27′, 88′ · Анюков 63' · Семак 71′ | (отчёт) | Луизао 13' · Перейра 21′ · Сезар 45+1' · Аймар 75' · Кардосо 87′ | Стадион: Петровский Зрителей: 18 200 Судья: Йонас Эрикссон |
| Зенит: Жевнов, Анюков, Алвеш, Ломбертс, Губочан, Денисов, Широков, Зырянов (Семак, 46'), Канунников (Быстров, 66'), Файзулин (Розина, 89'), Кержаков Бенфика: Артур, Перейра, Луизао, Гарай, Эмерсон, Матич, Сезар (Нолито, 76'), Витсель, Гайтан (Витор, 90'), Родриго (Аймар, 30'), Кардосо |                                                       |         |                                                                  |                                                            |

| 6 марта 2012 | Бенфика                                            | 2:0     | Зенит                   | Лиссабон                                                    |
| 22:45 | Гарсия 15' · Перейра 45+1′ · Оливейра 90+3′, 90+3' | (отчёт) | Анюков 5' · Денисов 68' | Стадион: Эштадиу да Луш Зрителей: 48 909 Судья: Говард Уэбб |
| Бенфика: Артур, Эмерсон, Луизао, Перейра, Жардел, Гарсия, Сезар, Гайтан (Матич, 72'), Витсель, Кардосо (Оливейра, 80'), Родриго (Нолито, 62') Зенит: Малафеев, Анюков (Алвеш, 53'), Ломбертс, Губочан, Кришито, Денисов, Широков, Зырянов (Файзулин, 70'), Быстров (Лазович, 46'), Семак, Кержаков |                                                    |         |                         |                                                             |